# BLACK & WHITE (FLOWのアルバム)
『BLACK & WHITE』（ブラック・アンド・ホワイト）は、FLOWの7枚目のオリジナルアルバム。2012年2月22日にKi/oon Recordsから発売された。

## 概要
- 前作『MICROCOSM』から2年ぶりのオリジナルアルバムで、アルバム全体としては、ベストアルバム『FLOW ANIME BEST』から約1年ぶりのアルバム。23枚目のシングル「ロッククライマーズ」と同日発売となった。
- 初回限定盤にはDVDが同梱されており、PVやオフショット、ライブ映像が収録されている。
- メジャー21枚目のシングル「1/3の純情な感情」は、『FLOW ANIME BEST』に収録されているためか、今作には未収録。
- FLOWのオリジナルアルバムとしては、初のトップ10入りを逃した作品となった。
- ジャケットのデザインは初回限定盤・通常盤どちらも同じだが、通常盤の方は少し拡大されている。また歌詞カードは手書きのようなフォントになっている。
- 本作と、シングル「ロッククライマーズ」の同日発売の宣伝として、発売日前日の2月21日に、動画サイトニコニコ動画にて生放送番組『白黒つけたろか!』を行った[2]。
- キャッチコピーは、『今年はデビュー10周年に突入！進化を続けるFLOW7枚目となるフルアルバム!!』

## 収録曲
全作詞：Kohshi Asakawa、作曲：Takeshi Asakawa
1. Hey!!!
編曲:FLOW & 篤志
22ndシングル。読売テレビ・日本テレビ系アニメ『べるぜバブ』オープニングテーマ
2. ロッククライマーズ
編曲:FLOW
23rdシングル。TBS系バラエティ『脳内ワードQ ヒキダス!』エンディングテーマ
3. 革命
編曲:FLOW
4. この際はっきりさせとこうか!
編曲:FLOW
5. 感情行進曲
編曲:FLOW
6. チェルシーガール
編曲:FLOW
7. おはようジャポニカ
編曲:FLOW
8. BLACK & WHITE
編曲:FLOW
9. 旅立ちグラフィティ
編曲:本間昭光
20thシングル。フジテレビ系『ウチくる!?』12月-1月度オープニングテーマ
10. 光
編曲:FLOW
11. ON THE LINE
編曲:FLOW

## DVD（初回限定盤のみ）
1. 旅立ちグラフィティ Music Video
2. Hey!!! Music Video
3. ロッククライマーズ Music Video
4. ロッククライマーズ　Off shot
5. The digest of the anime convention in USA　DAYS (Live)
6. 「DAYS」（2011.12.4 日本武道館「リスアニ! LIVE 2011」より）